# Ulrich Gregor

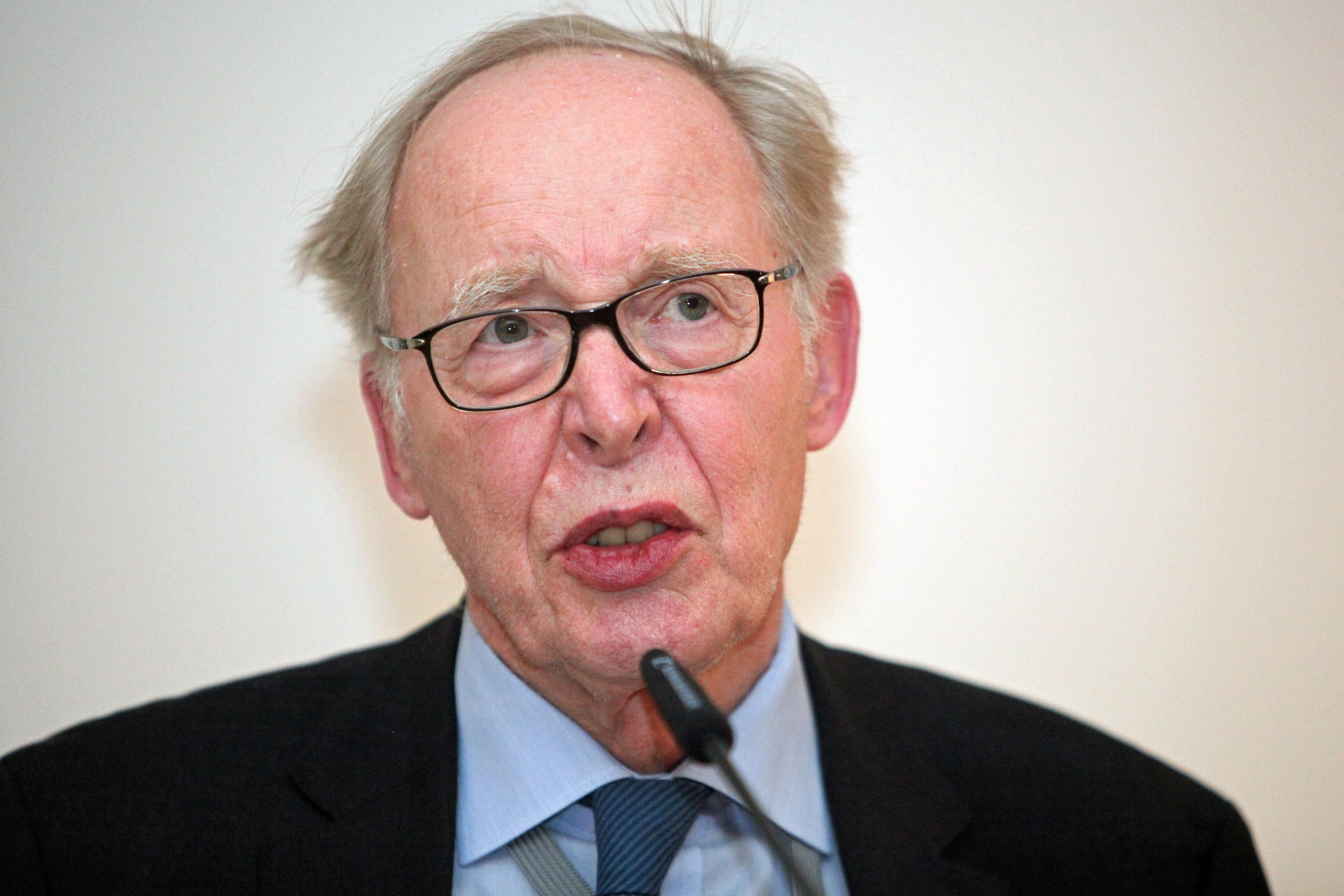
Ulrich Gregor, Februar 2015

Ulrich Gregor (* 18. September 1932 in Hamburg) ist ein deutscher Filmhistoriker.

## Leben und Wirken
Der Sohn des Organisten Gerhard Gregor (Gerhard Gregor an der Funkorgel) arbeitete nach dem Abitur in seiner Heimatstadt in der Elektroindustrie und auf einer Werft. Er studierte Physik, Romanistik und Publizistik in Hamburg, Paris und West-Berlin.
Seit 1956 verfasste er Filmkritiken und filmjournalistische Arbeiten für in- und ausländische Zeitungen und Zeitschriften, darunter Filmforum, Film 56, Filmkritik, Cinema Nuovo (Mailand) und Cinéma 56 (Paris). Er arbeitete für Rundfunk und Fernsehen.
1962 erschien eine zusammen mit Enno Patalas verfasste Geschichte des Films. Gregor und Patalas bemühten sich, die Beschreibung der einzelnen Filme in die Analyse der gesellschaftlichen, politischen und ökonomischen Entwicklung einzubetten. In der Taschenbuchausgabe von 1976 dokumentierten Patalas und Gregor ihr mittlerweile unterschiedliches Verständnis von Filmgeschichte. Gregor ergänzte die Filmgeschichte 1978 durch eine „Geschichte des Films ab 1960“, die auch dem Film abseits von Westeuropa und Nordamerika den ihm gebührenden Platz einräumte.
1963 war er gemeinsam mit seiner Ehefrau Erika Mitbegründer der Freunde der Deutschen Kinemathek. Er lehrte an der FU Berlin, der Deutschen Film- und Fernsehakademie Berlin und der damaligen Hochschule der Künste Berlin. 1970 wurde er Mitgründer des Kinos „Arsenal“. Dort organisierte er ab 1970 Retrospektiven und thematische Programme sowie Seminare. Von 1971 bis 1979 war er Sprecher sowie ab 1980 bis 2000 Leiter des Internationalen Forums des Jungen Films der Berlinale, von 1981 bis 2000 zusammen mit Moritz de Hadeln Leiter der Berliner Filmfestspiele.
Er engagiert sich in Auswahlausschüssen der Filmförderung (Kuratorium Junger Deutscher Film, Bundesministerium des Innern, BKM) sowie im Filmbeirat des Goethe-Instituts. Er ist Mitglied der Akademie der Künste.

## Auszeichnungen
1988 erhielt er den Helmut-Käutner-Preis, 2003 wurde ihm der Verdienstorden des Landes Berlin verliehen. Im Rahmen der 60. Filmfestspiele von Berlin 2010 wurde Ulrich Gregor gemeinsam mit seiner Frau Erika die Berlinale Kamera verliehen. 2014 wurden seine Frau und er mit dem Ehrenpreis der deutschen Filmkritik ausgezeichnet. 2016 ehrte sie die DEFA-Stiftung für ihre „herausragenden Leistungen im deutschen Film“.

## Schriften (Auswahl)
- mit Enno Patalas: Geschichte des Films, Gütersloh, S. Mohn, 1962; Neuausgabe in 2 Bänden: München 1976.
- Wie sie filmen, Fünfzehn Gespräche mit Regisseuren der Gegenwart, hrsg. u. eingel. von Ulrich Gregor, Gütersloh, S. Mohn, 1966
- mit Hanns Fischer, Peter Michel Ladiges und Hans Helmut Prinzler: François Truffaut. München 1974.
- mit Enno Patalas: Geschichte des Films. 1. 1895-1939, München, Bertelsmann, 1973; Reinbek bei Hamburg, Rowohlt Taschenbuch (rororo 6193), 1976
- mit Enno Patalas: Geschichte des Films. 2. 1940-1960, München, Bertelsmann, 1973; Reinbek bei Hamburg, Rowohlt Taschenbuch (rororo 6194), 1976
- Geschichte des Films ab 1960, München, Bertelsmann, [München?] 1978.

## Sekundärliteratur
- Freunde der Deutschen Kinemathek (Hrsg.): Zwischen Barrikade und Elfenbeinturm. Zur Geschichte des unabhängigen Kinos. 30 Jahre Internationales Forum des Jungen Films, Berlin: Henschel 2000
- Wolfgang Jacobsen: 50 Jahre Berlinale: Internationale Filmfestspiele 1951-2000, Berlin: Nicolaische Verlagsbuchhandlung 2000, 564 S.
- Claudia Lenssen, Maike Mia Höhne: Kino, Festival, Archiv – Die Kunst, für gute Filme zu kämpfen: Erika und Ulrich Gregor in Gesprächen und Zeitzeugnissen, Marburg: Schüren 2022 ISBN 978-3-7410-0404-9

## Filme
- Filmstil und Filmtechnik. 6-teilige Dokumentation über Filmgeschichte, Produktion: ProVobis Film für WDR Westdeutsches Fernsehen

## Dokumentarfilm
Komm mit mir in das Cinema – Die Gregors, Regie: Alice Agneskirchner, Deutschland 2022, 155 Min